# Ziegler Druck- und Verlags-AG
Die Ziegler Druck- und Verlags-AG war ein 1836 gegründeter Schweizer Mediendienstleister und Verlag mit Sitz in Winterthur. Zum Verlag gehörten zuletzt die Zeitungen Der Landbote und der Winterthurer Stadtanzeiger, davor auch wenige Zeitschriften, die 2009/2010 verkauft wurden. Das Unternehmen umfasste verschiedene Geschäftsfelder und beschäftigte rund 300 Mitarbeitende. 

## Geschichte
Die Ziegler Druck- und Verlags-AG wurde 1836 als Druckerei und Verlag des Landboten gegründet, der 1836 im Verbund mit der ersten politischen Zeitung im Raum Winterthur gegründet wurde – nach der NZZ die zweite Zeitung des Kantons. 24 Jahre nach der Gründung erhielt der Landbote mit Salomon Bleuler seinen ersten Redaktor. Ein Jahr später, 1861, erwarb Salomon Bleuler die Zeitung und richtete im Haus am Garnmarkt eine Druckerei ein. 1877 wurde er von Gottlieb Ziegler als Redaktor abgelöst, der seit 1853 mit seiner Schwester Johanna Bleuler verheiratet war.
Nach dem Tod seiner Frau 1886 übergab er die Einzelfirma seinen drei Töchtern, das Unternehmen wurde fortan als Geschwister Ziegler zuerst als Kollektivgesellschaft und wenig später als Kommanditgesellschaft geführt. Durch weitere Vererbungen an die Nachkommen wurde die Teilhaberschaft immer breiter.
Erst knapp 100 Jahre später änderte sich die Gesellschaftsform dann wieder, die Kommanditgesellschaft wurde 1974 zur Aktiengesellschaft umgewandelt, die jedoch weiterhin im Familienbesitz blieb. 1980 wurde der Neubau der Druckerei im Industriegebiet Grüze realisiert.
1996 wurde der Verlag mit seinen Zeitschriften Cockpit, Hoteljournal und Interieur reorganisiert. 1997 zügelte die Drucktechnik sowie der Verkaufs-Innendienst in einen Erweiterungsbau bei der Druckerei im Industriegebiet Grüze. Im selben Jahr erhielt der Landbote auch seinen ersten Internetauftritt.
2005 lagerte die Ziegler Druck- und Verlags-AG den Druck des Landboten an die Tamedia aus und übernahm dafür den Druck diverser Zeitschriften. Gleichzeitig beteiligte sich Tamedia mit 20 Prozent an Ziegler. Ab 2007 bestand mit der Thurgauer Zeitung ein Kooperationsabkommen, diese wurde jedoch Ende 2010 an das St. Galler Tagblatt verkauft. In den Jahren 2009/2010 wurden auch die drei Zeitschriften aus eigenem Verlag an verschiedene Verlagshäuser weiterverkauft. Mit dem Relaunch von landbote.ch gewann man 2011 die bronzene Auszeichnung von Best of swiss web in der Kategorie «Innovation» für eine Reglernavigation, mit der man sich einen Newsmix von Regional bis zu International aussuchen konnte.

## Übernahme durch Tamedia
Ab 2011 übertrug Tamedia dem Landboten anstelle der Zürichsee-Zeitung die Produktion der Mantelseiten für die Zürcher Regionalzeitungen. Tamedia kündigte den Auftrag auf Ende 2013 aber wieder, worauf sie Ende August 2013 die Ziegler Druck- und Verlags-AG, zu der auch Ziegler Druck und Ziegler Digital gehörten, ganz übernehmen konnte. Die Produktion der Mantelseiten übertrug sie darauf ab 2014 der Berner Zeitung und wandelte die Ziegler Druck- und Verlags-AG 2015 in die Zürcher Regionalzeitungen AG um.